# Евграфовка (Омская область)
Евграфовка — исчезнувшая деревня в Москаленском районе Омской области. Входила в состав Ильичёвского сельского поселения. Упразднена в 1999 г..

## История
Основана в 1924 г. В 1928 году хутор Евграфский состоял из 20 хозяйств. В составе Мироновского сельсовета Москаленского района Омского округа Сибирского края.

## Население
По переписи 1926 г. в хуторе проживало 111 человек (57 мужчин и 54 женщины), основное население — русские.